# Gottlieb Rohde
Gottlieb Friedrich Rohde (* 14. Dezember 1777 in Homberg (Efze); † 27. November 1863 in Marburg) war ein deutscher Landrat.

## Leben
Gottlieb Rohde wurde als Sohn des Homberger Bürgermeisters Johann Carl Rohde (1738–1818) und dessen Ehefrau Martha Morgenthal (1746–1808) geboren.
Von 1836 bis 1847 war er Landrat des Kreises Marburg. 
Der Kreis Marburg wurde 1821 mit der Verwaltungsreform in Kurhessen geschaffen und durch die hessische Kreisreform im Jahre 1974 aufgelöst. Durch Fusion mit dem Kreis Biedenkopf wurde der neue Landkreis Marburg-Biedenkopf geschaffen.
Als Direktor des Landeskrankenhauses in Marburg war er verantwortlicher Leiter dieser Einrichtung.

### Familie
Am 12. April 1806 heiratete er Christine Antoinette Floret (1789–1811). Aus der Ehe sind die Kinder Carl Wilhelm (1809–1888, Landrat) und Karoline Friederike (1811–1899, ∞ Karl Christian von Gehren) hervorgegangen.